# Prima Repubblica ellenica
La Prima Repubblica ellenica è la denominazione coniata per designare il periodo della storia greca protrattosi nel corso della guerra d'indipendenza contro l'Impero ottomano. Si tratta di un'espressione puramente storiografica in quanto definisce un'epoca precedente alla formale creazione del primo Stato indipendente greco. Inoltre la definizione è impropria (il governo di allora preferì il termine generico di "Stato ellenico" e non quello di repubblica) e la sua affermazione si deve soprattutto ai repubblicani greci del XX secolo per cercare di stabilire un precedente. 
Nel 1822, nel pieno della lotta per l'indipendenza, sorge in Grecia la prima Assemblea Nazionale con sede a Epidauro - non riconosciuta dalle potenze europee - che adotta una Costituzione.
Nel 1827 con il trattato di Londra viene creato uno Stato autonomo greco sotto sovranità ottomana, denominato Stato ellenico. Il rifiuto della Sublime Porta di accettare questo compromesso provoca un conflitto con le potenze europee conclusosi con la battaglia di Navarino a seguito della quale la Grecia ottiene la piena indipendenza.
Nasce così lo Stato ellenico con il conte Giovanni Capodistria nel ruolo di Governatore. Capodistria si trovò a dover fronteggiare una situazione molto delicata caratterizzata da forti tensioni interne e nel 1831 viene assassinato. Gli succede il fratello Augustinos che dopo appena sei mesi è costretto alle dimissioni.
Al fine di risolvere la questione greca le tre potenze “protettrici” – Russia, Francia e Gran Bretagna – decidono di convocare nel 1832 la Conferenza di Londra che insedia il figlio del re di Baviera Ottone di Wittelsbach come sovrano della Grecia.